# Ľuboš Novotný
Ľuboš Novotný (* 11. března 1947, Trnava) je slovenský zpěvák známý z účinkování s Evou Kostolányiovou.
Už jako sedmiletý začal navštěvovat hudební školu v Trnavě, kde docházel k pánům Klánovi a Bittovi na housle.
Absolvoval PdFUK v Trnavě. V roku 1971 nazpíval první slovenskou soulovou píseň V storočnej aleji, kterou hudebně složil jazzový hudebník Ladislav Gerhardt a text k ní napsal známý textař Ľuboš Zeman. V Revue Bratislava v roce 1971 – 1972 účinkovali s Františkem Kryštofem Veselým, Jozefom Kuchárem a dalšími. V roce 1972 na Bratislavské lyře získal v duetu s Evou Kostolányiovou II. cenu v Ceně diváka za píseň Zmysel nemých slov. Zpíval také s bratislavským a pražským tanečním rozhlasovým orchestrem, Malokarpatskou kapelou a Zlatou křídlovkou. Zpíval také společně se zpěvačkou Marikou Škultétyovou. Ve fonotéce Slovenského rozhlasu by se podle autora článku z trnavských novin Novinky z radnice Martina Jurčy mělo nalézat 27 skladeb, které nazpíval.